# علم جنوب هولندا

العلم في الفترة مابين 1947 و1985

علم جنوب هولندا هو علم مقاطعة جنوب هولندا في هولندا. يتألف العلم من خلفية صفراء مع أسد أحمر واقف اقرب إلى الجانب الأيسر للعلم. استبدل هذا العلم في الفترة مابين 22 يونيو 1948 و 31 ديسمبر 1985 بعلم آخر يتألف من ثلاث أقسام أفقية متساوية في المنتصف بلون أحمر وعلى الجانبين اللون الأصفر.